# Christian Ferras
Christian Ferras (* 17. Juni 1933 in Le Touquet; † 14. September 1982 in Paris) war ein französischer Violinist.

## Kindheit und Jugend
Sein Vater, Robert, war Hotelier und ehemaliger Violinschüler von Marcel Chailley, einem engen Freund und Bewunderer von Camille Saint-Saëns. Christian war ein sehr talentierter Schüler und machte große Fortschritte unter den wachsamen Augen seines Vaters. Im Jahre 1941, gerade 8 Jahre alt, begann er Studien am  Konservatorium von Nizza bei Charles Bistesi, einem ehemaligen Schüler von Eugène Ysaÿe. Im folgenden Jahr trat der Junge erstmals öffentlich auf, 1943 gewann er den 1. Preis des Konservatoriums.
Nach Studien am Pariser Konservatorium gewann Ferras den dortigen Preis für Violine und Kammermusik und begann Studien bei René Benedetti und Joseph Calvet. Im Alter von 13 Jahren folgte das Debüt mit dem Pasdeloup Orchester unter Albert Wolff mit Édouard Lalos Symphonie espagnole und eine Woche später mit dem Violinkonzert von Ludwig van Beethoven. Während dieser Zeit studierte Ferras auch bei Paul Paray und George Enescu. Von Enescu übernahm er insbesondere den charakteristischen Lagenwechsel und den Klang.
Im Jahre 1947 folgte seine erste Aufnahme bei Decca mit dem Konzert von Federico Elizalde. 1948 gewann er den internationalen Scheveningen Wettbewerb, bei dem Yehudi Menuhin einer der Preisrichter war und an dem auch Michel Schwalbé teilnahm, der später 1. Konzertmeister der Berliner Philharmoniker unter Herbert Karajan wurde. Während dieses Wettbewerbs traf Ferras zum ersten Mal auf Pierre Barbizet, der später sein langjähriger Klavierbegleiter wurde. Im gleichen Jahr folgte die Uraufführung von Arthur Honeggers Violinsonate, Ferras war zu diesem Zeitpunkt 15 Jahre alt. Er gewann 1949 den 2. Preis beim Long-Thibaud-Wettbewerb in Paris, ein 1. Preis wurde nicht vergeben.

## Welterfolg
Im November 1951 machte Ferras’ Karriere einen großen Schritt nach vorne, als er von Karl Böhm eingeladen wurde, das Violinkonzert von Beethoven mit den Berliner Philharmonikern zu spielen. Daraufhin folgten weltweite Engagements unter weiteren berühmten Dirigenten, wie Herbert von Karajan, Charles Munch, Ernest Ansermet, Carl Schuricht, und Zusammenarbeiten mit anderen Instrumentalisten, wie Pablo Casals, Paul Tortelier, Pierre Fournier, Jean-Pierre Rampal und Wilhelm Kempff.
Am Ende der 1960er Jahre war Ferras ein weithin gefeierter Geiger, unter anderem hatte er neun Grand Prix du Disque gewonnen.
Kollegen wie Zino Francescatti beschrieben seine Art, Geige zu spielen, als „musikalische Perfektion“. Herbert von Karajan sagte über ihn: „Er besaß ein intuitives Talent, um Gefühle durch sein Spiel anderen zu vermitteln.“ Obwohl meist im Bereich der Klassik und Romantik tätig, setzte sich Ferras insbesondere auch für die moderne Musik ein und führte viele Werke erstmals auf. Dazu gehören beispielsweise Werke von Gyula Bando, Ivan Semenoff, Serge Nigg und Joaquín Rodrigo.

## Rückzug und Tod
Ende der 1960er Jahre begannen verstärkt seine Probleme mit Depressionen und Alkohol. Er wurde launisch und unzuverlässig und begann, sich von der Konzertbühne zurückzuziehen. 1975 nahm er ein Angebot für eine Professur am Pariser Konservatorium an und trat die folgenden sieben Jahre nicht mehr öffentlich auf.
Ganz überraschend kehrte Ferras am 9. März 1982 in Paris auf die Konzertbühne zurück. Obwohl mehrere Konzerte folgten und ihm auch ein entsprechender Erfolg bescheinigt wurde, war Ferras innerlich immer noch sehr instabil.
Am 25. August 1982 spielte er in Vichy sein letztes Konzert. Drei Wochen später nahm Ferras sich im Alter von 49 Jahren das Leben. Er fand seine letzte Ruhestätte in Cachan, südlich von Paris.